# Schwach-*-Topologie
Die schwach-*-Topologie ist eine wichtige Topologie auf dem Dualraum eines normierten (oder allgemeiner lokalkonvexen) Raums. Die Bedeutung beruht u. a. auf dem Satz von Banach-Alaoglu, wonach die Einheitskugel im Dualraum bezüglich dieser Topologie kompakt ist. Die schwach-*-Topologie spielt eine wichtige Rolle in vielen funktionalanalytischen Konstruktionen, so zum Beispiel in der Gelfand-Transformation oder im Satz von Mackey-Arens, der diejenigen Topologien auf einem lokalkonvexen Raum beschreibt, die zum selben topologischen Dualraum wie die Ausgangstopologie führen. 

## Definition
Jedes Element {\displaystyle x} aus einem normierten oder allgemeiner lokalkonvexen {\displaystyle \mathbb {K} }-Vektorraum {\displaystyle E} ({\displaystyle \mathbb {K} } ist hier {\displaystyle \mathbb {R} } oder {\displaystyle \mathbb {C} }) definiert durch die Formel {\displaystyle {\hat {x}}(f):=f(x)} ein lineares Funktional auf dem topologischen Dualraum {\displaystyle E'}. Die schwach-*-Topologie ist definiert als die schwächste Topologie auf {\displaystyle E'}, die all diese Abbildungen {\displaystyle {\hat {x}}\colon E'\rightarrow \mathbb {K} } stetig macht.
Eine etwas konkretere Definition erhält man durch die Angabe einer Umgebungsbasis. Für {\displaystyle f\in E'} bilden die Mengen
{\displaystyle U_{f}(x_{1},\ldots ,x_{n},\epsilon ):=\{g\in E'\,\vert \,\forall j=1,\ldots ,n\colon |f(x_{j})-g(x_{j})|<\epsilon \}},
wobei {\displaystyle x_{1},\ldots ,x_{n}\in E}, {\displaystyle n\in \mathbb {N} }, {\displaystyle \epsilon >0}, eine Umgebungsbasis schwach-*-offener Mengen von {\displaystyle f}. Die schwach-*-Topologie wird oft mit w* bezeichnet, nach der englischen Bezeichnung weak-*-topology, oder mit {\displaystyle \sigma (E',E)}, um die Herkunft als Initialtopologie anzudeuten.

## Konvergenz
Eine Folge {\displaystyle (f_{n})_{n\in \mathbb {N} }} in {\displaystyle E^{\prime }} (oder allgemeiner ein Netz {\displaystyle (f_{i})_{i\in I}}) konvergiert genau dann in der schwach-*-Topologie gegen {\displaystyle f\in E^{\prime }}, wenn 
{\displaystyle \lim _{n\to \infty }f_{n}(x)=f(x)\quad {\text{(bzw. }}\lim _{i\in I}f_{i}(x)=f(x){\text{)}}}
für alle {\displaystyle x\in E} gilt. Daher nennt man die schwach-*-Topologie auch die Topologie der punktweisen Konvergenz.

## Halbnormen
Der Dualraum {\displaystyle E'} ist mit der Schwach-*-Topologie ein lokalkonvexer Raum. Die schwach-*-Topologie kann daher auch durch die Angabe eines Halbnormensystems definiert werden. Mit {\displaystyle x_{1},\ldots ,x_{n}\in E}, {\displaystyle n\in \mathbb {N} }, bilden die Halbnormen
{\displaystyle p_{x_{1},\ldots ,x_{n}}(f):=\max\{|f(x_{1})|,\ldots ,|f(x_{n})|\}}
ein solches System.

## Produkttopologie
Es gilt {\displaystyle \textstyle E'\subset \prod _{x\in E}\mathbb {K} =\mathbb {K} ^{E}}, denn das kartesische Produkt auf der rechten Seite ist nichts anderes als die Menge aller Funktionen {\displaystyle E\rightarrow \mathbb {K} }. Da die schwach-*-Topologie, wie oben beschrieben, die Topologie der punktweisen Konvergenz ist, kann man diese auch als Relativtopologie der Produkttopologie auf {\displaystyle \textstyle \prod _{x\in E}\mathbb {K} } beschreiben.
Im Produktraum ist {\displaystyle \textstyle \prod _{x\in E}\{\lambda \in {\mathbb {K} }\,\vert \,|\lambda |\leq r_{\lambda }\}} nach dem Satz von Tychonoff für jede Wahl positiver reeller Zahlen {\displaystyle r_{\lambda }} eine kompakte Untermenge. Diese Tatsache ist ein wesentlicher Schritt im Beweis des Satzes von Banach-Alaoglu.

## Eigenschaften
- Die schwach-*-Topologie {\displaystyle \sigma (E',E)} macht {\displaystyle E'} zu einem lokalkonvexen Raum. Bildet man bezüglich dieser Topologie den starken Dualraum, so erhält man {\displaystyle \{{\hat {x}}\,\vert \,x\in E\}\cong E}, oder kurz

{\displaystyle (E',\sigma (E',E))'\cong E}.
- Die wohl wichtigste Eigenschaft im Fall normierter Räume wird im Satz von Banach-Alaoglu behandelt, das ist die schwach-*-Kompaktheit der Einheitskugel im Dualraum.
- Durch die kanonische Einbettung eines Banachraums {\displaystyle E} in seinen Bidualraum {\displaystyle E''} kann man {\displaystyle E} als Unterraum von {\displaystyle E''} ansehen. Der Satz von Hahn-Banach zeigt, dass {\displaystyle E} bezüglich der schwach-*-Topologie {\displaystyle \sigma (E'',E')} dicht liegt. Mit Hilfe des Trennungssatzes kann man zeigen, dass diese Dichtheitsbeziehung bei normierten Räumen auch für die Einheitskugeln richtig ist, das heißt, es gilt der auf Herman H. Goldstine zurückgehende

Satz von Goldstine: {\displaystyle \{x\in E\,\vert \,\|x\|\leq 1\}} liegt {\displaystyle \sigma (E'',E')}-dicht in {\displaystyle \{x''\in E''\,\vert \,\|x''\|\leq 1\}}.